# نادي الفوسفات
نادي الفوسفات الرياضي هو فريق كرة قدم عراقي مقره في العبيدي، الأنبار، يلعب في الدوري العراقي الدرجة الثالثة.

## روابط خارجية
- نادي الفوسفات على Goalzz.com
- أندية العراق - تواريخ التأسيس